# Danburite
La danburite est une espèce minérale du groupe des silicates sous-groupe des tectosilicates, composée de calcium, de bore et de silice de formule CaB2(SiO4)2 avec des traces de fer et de manganèse. Le minéral ressemble à de la topaze mais s'en distingue par sa dureté. Les formes gemmes sont taillées comme pierre fines. Ce minéral présente les particularités de fluorescence, luminescence et thermoluminescence. 
C'est l'analogue calcique de la maleevite (it) et de la pekovite (it).

## Inventeur et étymologie
Décrite par le minéralogiste Charles Upham Shepard en 1839, la danburite tire son nom  du topotype : Danbury (Connecticut), dans le Comté de Fairfield aux États-Unis.

## Topotype
Danbury , Comté de Fairfield, Connecticut, États-Unis

## Cristallographie
- Paramètres de la maille conventionnelle : a = 8,048 Å, b = 8,763 Å, c = 7,731 Å, Z = 4; V = 545.23
- Densité calculée = 3,00
- Les cations Si et B sont coordonnés tétraédriquement.

## Gîtologie
Minéral relativement rare, d'origine pneumatolytique des pegmatites et des greisens. Rarement d'origine hydrothermale dans les filons métallifères ou les fentes alpines.

### Minéraux associés
albite, anhydrite, apophyllite, axinite, bakerite (en), calcite, datolite, dolomite, fluorine, grossulaire, gypse, micas, quartz, stilbite, titanite, tourmalines.

## Synonymie
- Bémentite (selon E. S. Dana[4]) cristaux prismatiques de danburite, souvent couverts ou incluant des chlorites ou des aiguilles de tourmaline. Décrit en 1887 à Piz Vallatscha, Vallée de Medel, Grisons, Suisse, par le chimiste, géologue et minéralogiste allemand George Augustus Koenig en l’honneur du collectionneur de minéraux américain Clarence Sweet Bement[5]

## Gisements remarquables
- États-Unis

Danbury, Comté de Fairfield, Connecticut
- France

Saint-Maime-Volx, Alpes-de-Haute-Provence
- Japon

Mine d'Obira, Ono-gun, préfecture d'Oita, Kyushu
- Madagascar

Anjanabonoina, Mont Ikaka, Commune d'Ambohimanambola, District de Betafo, Région de Vakinankaratra, Province d'Antananarivo 
- Mexique

Mine de San Sebastian, Charcas, Municipalité de Charcas, San Luis Potosí
- Russie

Danburitovyi Mine  (Tetyukhe; Tjetjuche; Tetjuche), Sibérie (spécimens atteignant 50 cm)

## Galerie

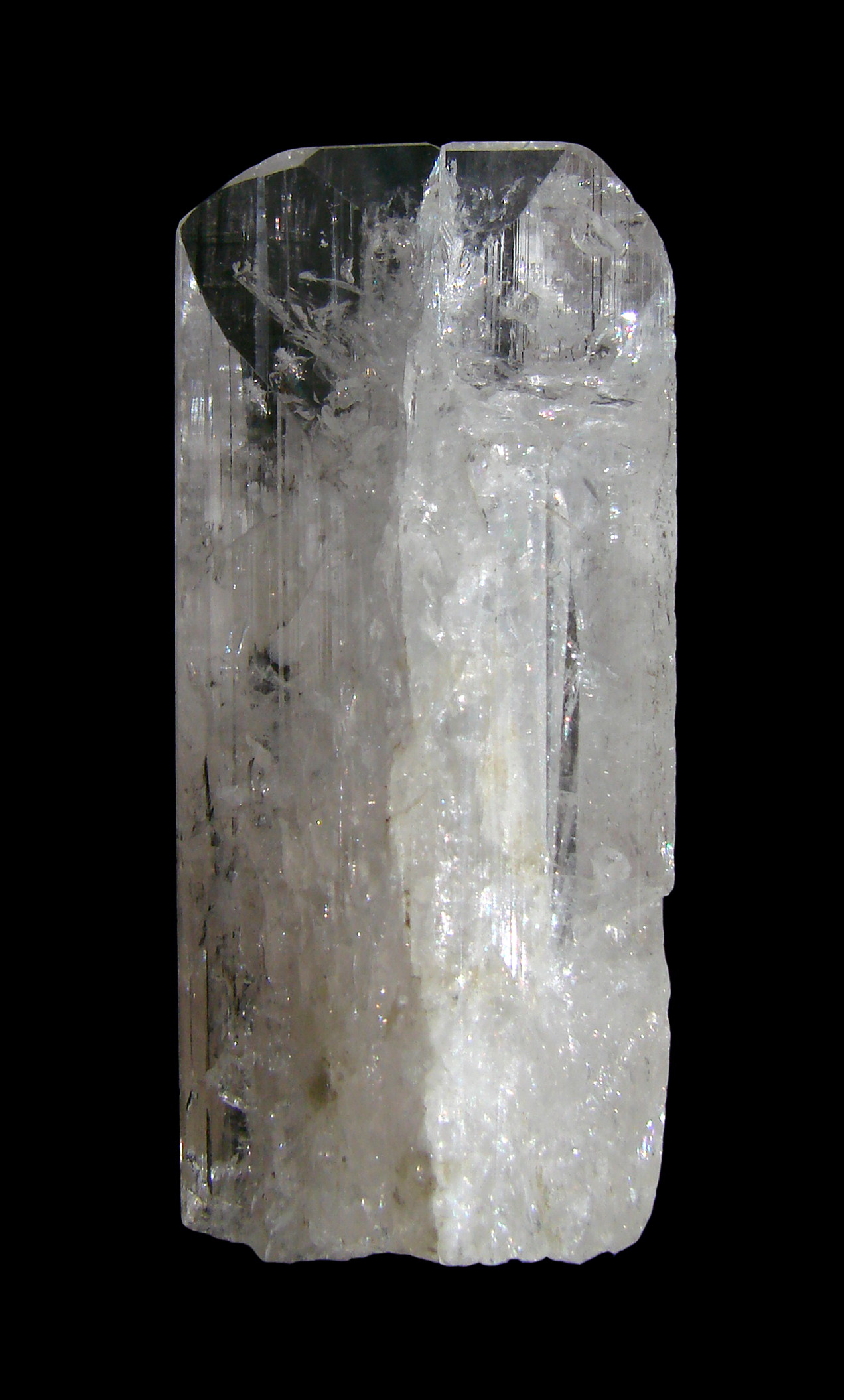
Danburite - San Sebastian Mexique - (4,5 cm)
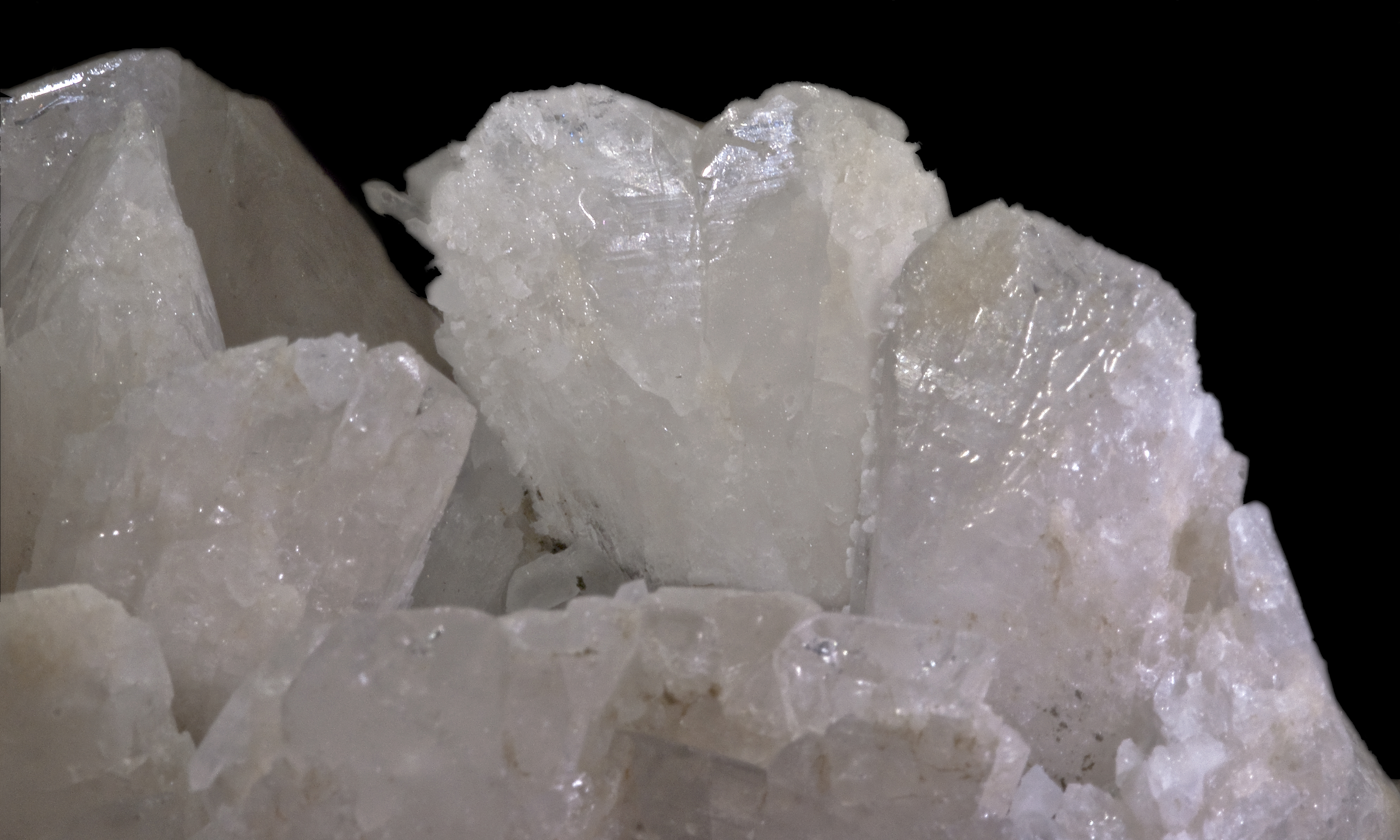
Danburite (Macle sur {010}) - San Sebastian Mexique
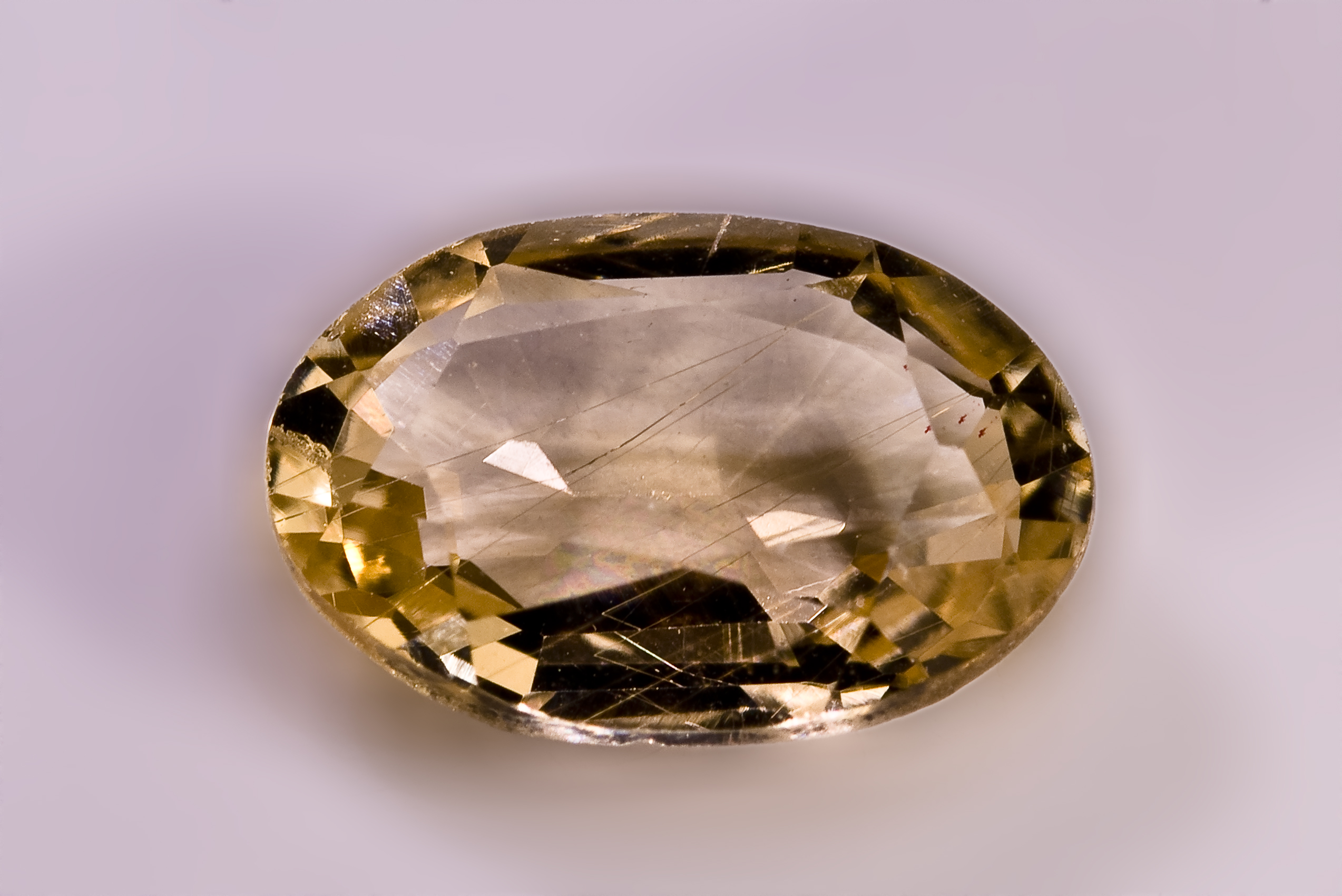
Danburite jaune taillée (0,47Cts) Anjanabonoina  - Madagascar